# Corallinaceae
Corallinaceae J.V. Lamouroux, 1812  é o nome botânico  de uma família de algas vermelhas pluricelulares da ordem Corallinales.

## Táxons inferiores
Subfamília 1: Amphiroideae
Gêneros:Amphiroa, Lithothrix.
Subfamília 2: Corallinoideae
Gêneros:Alatocladia,  Arthrocardia,  Bossiella, Calliarthron, Cheilosporum, Chiharaea, Corallina,  Duthiea,   Haliptilon,  Jania,  Joculator, Marginisporum,  Pachyarthron, Rhizolamiella, Serraticardia,  Yamadaea.
Subfamília 3: Lithophylloideae
Gêneros:Crodelia, Ezo, Lithophyllum, Lithothamnium, Paulsilvella, Perispermon, Tenarea, Titanoderma.
Subfamília 4: Mastophoroideae
Gêneros:Hydrolithon, Lesueuria, Mastophora, Metamastophora, Neogoniolithon, Paraspora, Pneophyllum, Spongites.
Subfamília 5: Metagoniolithoideae
Gêneros: Metagoniolithon.
Genero: Goniolithon